# Echthodopa
Echthodopa är ett släkte av tvåvingar. Echthodopa ingår i familjen rovflugor.
Kladogram enligt Catalogue of Life:
| Echthodopa | \| \| Echthodopa carolinensis \| \| \| \| \| \| Echthodopa formosa \| \| \| \| \| \| Echthodopa pubera \| \| \| \| |
|            | \| \| Echthodopa carolinensis \| \| \| \| \| \| Echthodopa formosa \| \| \| \| \| \| Echthodopa pubera \| \| \| \| |
|            | Echthodopa carolinensis                                                                                            |
|            | |
|            | Echthodopa formosa                                                                                                 |
|            | |
|            | Echthodopa pubera                                                                                                  |
|            | |